# De bello civili
De bello civili (lateinisch für „Über den Bürgerkrieg“) oder vollständig commentariorum libri tres de bello civili („drei Bücher Aufzeichnungen („Kommentare“) über den Bürgerkrieg“) ist ein Werk des römischen Feldherrn und Politikers Gaius Iulius Caesar. Nachdem Caesar zuvor in seinem Werk De bello Gallico den Krieg in Gallien geschildert hat, berichtet er in diesem Werk über den Krieg, den er gegen die Senatsmehrheit unter Führung seines früheren Verbündeten Gnaeus Pompeius Magnus in Italien, Hispanien, Nordafrika und Makedonien führte.
Über die Abfassungszeit herrschen verschiedene Auffassungen: Von 48/47 v. Chr. (sehr häufig vertreten) bis hin zu der Meinung, Caesar habe erst in seinen letzten Lebensmonaten mit der Niederschrift begonnen.
Das Werk umfasst drei Bücher; es beginnt mit einer Senatssitzung in Rom und endet mit der Entscheidungsschlacht bei Pharsalos 48 v. Chr. Der Anfang ist nicht erhalten. Außerdem ist das Buch nicht vollendet, es bricht im letzten Satz unvermittelt ab. Fortsetzungen des Werkes, die den Ablauf des Bürgerkriegs bis zum endgültigen Sieg Caesars schildern (Bellum Alexandrinum, Bellum Africum, Bellum Hispaniense), stammen von anderen Autoren.

## Ausgaben, Übersetzungen und Kommentare
- C. Ivli Caesaris commentariorvm libri III de bello civili cvm libris incertorvm avctorvm de bello Alexandrino, Africo, Hispaniensi. Hrsg. von Renatus L. A. Du Pontet (Oxford Classical Texts). Oxford 1901 (kritische Ausgabe).
- C. Ivli Caesaris commentarii. Band 2: Commentarii belli civilis. Hrsg. von Alfred Klotz, ed. stereotypa corr. ed. alterius, addenda et corrigenda coll. et adiecit Winfried Trillitzsch (Bibliotheca Teubneriana). Teubner, Leipzig 1957 (kritische Ausgabe).
- G. Iulius Caesar: Die Bürgerkriege. Übers. und erl. von Gerhard Wirth. Rowohlt, Reinbek bei Hamburg 1966.
- Gaius Julius Caesar: Der Bürgerkrieg. Übersetzung, Anmerkungen und Nachwort von Marieluise Deißmann-Merten. Bibliographisch ergänzte Ausgabe, Reclam, Stuttgart 1996.
- C. Julius Caesar: Der Bürgerkrieg / De bello civili. Lateinisch-Deutsch, hrsg. und übers. von Otto Schönberger (Sammlung Tusculum). 5., überarbeitete Auflage, Berlin 2012.
- C. Iuli Caesaris commentariorvm libri III de bello civili. Hrsg. von Cynthia Damon (Oxford Classical Texts). Oxford University Press, Oxford 2015, ISBN 978-0-19-965974-6 (kritische Ausgabe).
- Caesar: Civil War. Lateinisch–Englisch, hrsg. & übers. von Cynthia Damon (Loeb Classical Library). Harvard University Press, Cambridge (MA) 2016.